# 羽毛委陵菜
羽毛委陵菜（学名：Potentilla plumosa）是蔷薇科委陵菜属的植物，为中国的特有植物。分布在中国大陆的青海、四川、西藏、甘肃等地，生长于海拔2,500米至4,000米的地区，常生于草地、高山草坡、河谷阶地以及林间开扩地，目前尚未由人工引种栽培。